# Anckelmann (Familie)

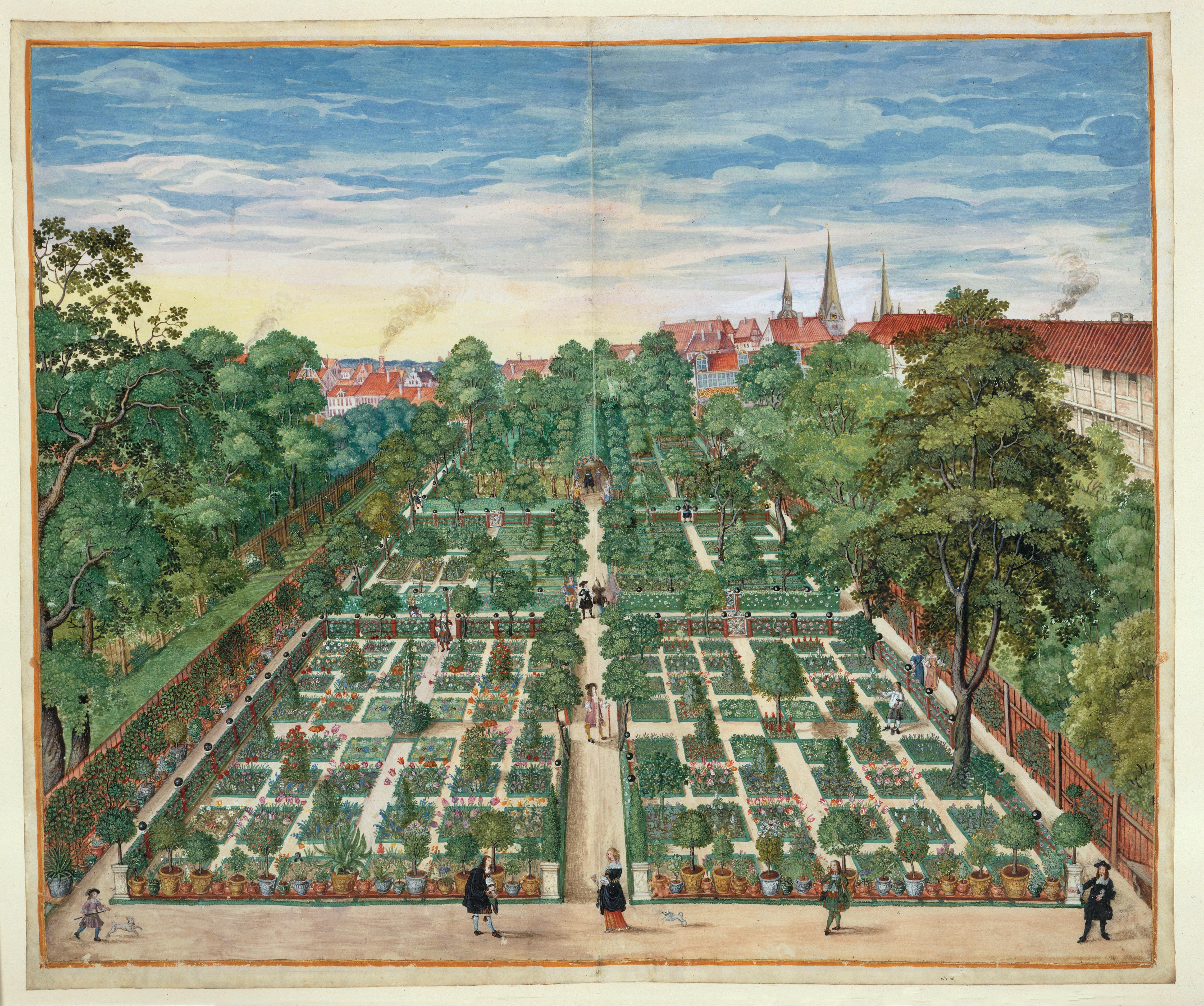
Hans Simon Holtzbecker, Der Barockgarten des Bürgermeisters Caspar Anckelmann in Hamburg, um 1660, Kupferstichkabinett Berlin

Die Familie Anckelmann ist eine hanseatische und sächsische Kaufmanns-, Rats- und Gelehrtenfamilie des 16. bis 19. Jahrhunderts.
Die Familie Anckelmann geht auf Joachim Anckelmann (1442–1508) zurück, der aus Schwäbisch Hall nach Hamburg auswanderte. Sein Sohn Tole Anckelmann (1469–1540) spielte als Jurat und Oberalter im Katharinen-Kirchspiel eine gewisse Rolle bei der Durchsetzung der Reformation in Hamburg.
Sein Enkel, der nach Leipzig verzogene Kaufmann und Ratsherr Joachim Anckelmann (1592–1641) baute die Auenkirche in Markkleeberg südlich von Leipzig wieder auf. Eine seiner Töchter heiratete den sächsischen Staatsmann August Carpzov, eine andere den Begründer der Gerichtsmedizin in Deutschland Gottfried Welsch. Sein gleichnamiger Sohn Joachim Anckelmann (1617–1681) war Oberalter im Hamburger Petri-Kirchspiel.
Eberhard Anckelmann (1599–1664), ein weiterer Enkel Toles, erwarb 1646 den sog. Anckelmannschen Garten oder Horti Anckelmanniani an der heutigen Poolstraße in der Neustadt, dessen Blumen er vom berühmten Hamburger Blumenmaler Hans Simon Holtzbecker in einem kleinen einbändigen Anckelmann Florilegium, heute im British Museum, auflisten und abbilden ließ. Den Garten hinterließ er seinem ältesten Sohn, dem Hamburger Oberalten und Ratsherrn Caspar Anckelmann (1634–1698), der den Garten ab 1669 um exotische Pflanzen erweiterte, später durch Zukauf zweier Grundstücke auf fast 6000 m² vergrößerte und um 1669 wiederum von Hans Simon Holtzbecker im Caspar Anckelmann Florilegium, einem Codex botanischer Blumengemälde auf 211 Pergamentseiten, heute im Kupferstichkabinett Berlin, festhalten ließ. Sein Sohn Johann Julius Anckelmann (1692–1761) wurde im Jahr 1727 Oberaltensekretär. Sein jüngerer Bruder Eberhard Anckelmann (1641–1703) war ein bedeutender Theologe und Hebraist in Hamburg.
Theodor Anckelmann (1638–um 1710) verfasste die Inscriptiones Hamburgenses (Hamburger Inschriften), ein noch heute wichtiges Quellenwerk zu Hamburger Familien.
Friedrich Albert Anckelmann (1703–1768) wurde 1742 Hamburger Ratsherr. Von seinen Söhnen wurde Paridom Friedrich Anckelmann (1732–1791) im Jahr 1768 Ratssekretär und 1775 Senatssyndicus und Georg Anckelmann (1738–1798) im Jahr 1778 ebenfalls Hamburger Ratsherr.
Der Anckelmannsplatz und die Anckelmannstraße nahe dem Berliner Tor in Hamburg wurden zu Ehren der Familie benannt.